# Luís Paixão Martins
Luís Filipe Paixão Martins (Lisboa, 1 de janeiro de 1954) é um Especialista em Comunicação  português, e foi no passado Jornalista e o Consultor de Comunicação e Relações Rúblicas que fundou a LPM Comunicação e criou o NewsMuseum.

## Atividade Profissional
Interessou-se pela rádio logo quando estudava no Liceu Camões, em Lisboa, cuja ERE – Equipa Radiofónica de Emissão integrou em 1967. Em 1971 iniciou então a atividade profissional como locutor na Rádio Renascença. Ali profissionalizou-se como apresentador de programas.
Em 1975, já como jornalista, ingressou na redação do Jornal Novo. Em 1976, transitou para a Agência ANOP. Voltou à rádio em 1979, quando foi lançada a Rádio Comercial, onde foi editor dos noticiários da manhã e editor dos programas da direção de informação. Em 1985 foi chefe de redação da Agência NP (Notícias de Portugal). Colaborou nos semanários O Jornal e Se7e. Em 1977/8 cursou no CPJ (Centre de Perfectionnement des Journalistes et des Cadres de la Presse) e estagiou na agência France Press. 
Em 1986, deixou a profissão de jornalista para se dedicar ao conselho em comunicação e relações públicas. A LPM Comunicação, empresa que fundou e que liderou até 2014, conta no seu portefólio com alguns dos mais importantes grupos empresariais portugueses e diversas companhias globais numa grande multiplicidade de sectores. Luís Paixão Martins colaborou também nas campanhas eleitorais de José Sócrates (1.ª maioria absoluta da Esquerda em Portugal), Cavaco Silva (1.º candidato de Direita eleito Presidente), António Costa (2ª maioria absoluta da Esquerda em Portugal) e candidaturas para outras autoridades políticas em Portugal, Angola e Cabo Verde.
Em 2007, solicitou à Assembleia da República a criação de uma “credenciação específica” para os profissionais das agências de comunicação, lançando a discussão em torno da atividade de lóbi em Portugal.
Em 2012, fundou o conceito Hybrid Public Relations, uma metodologia de ponta para integrar toda a comunicação das marcas e organizações com os media e os públicos.
No dia 25 de Abril de 2016 abriu em Sintra, um museu dedicado às notícias, aos media e à comunicação - o NewsMuseum. Os primeiros visitantes foram o Presidente da República, Marcelo Rebelo de Sousa, o Primeiro-Ministro, António Costa, o líder da Oposição, Pedro Passos Coelho, e o presidente da Câmara Municipal de Sintra, Basílio Horta.
Semi-retirado da vida profissional, vive entre Lisboa, onde nasceu em 1954, e uma aldeia da fronteira de Monfortinho, onde mantém uma atividade florestal e de turismo rural.
Com base na sua experiência em campanhas eleitorais editou, no início de 2023, "Como Perder Uma eleição" (Editora Zigurate). No final do mesmo ano publicou, na mesma editora, "Como Mentem as Sondagens".
Em 2023 foi analista político da CNN Portugal  tendo dado continuidade a essa atividade, a partir de Junho de 2024, no canal NOW do Grupo Media Livre. Foi apelidado como o “grande guru do marketing político”.
Em 2024 foi responsável pela edição portuguesa do clássico “Propaganda” de Edward Bernays.

## Obras Publicadas
- As Armas dos Jornalistas – A Linguagem ao Alcance de Todos, Lisboa, Alia Edições e Publicações, 1983
- Schiu… Está aqui um Jornalista – Tretas, Meias Verdades e Completas Mentiras Acerca da Imagem, Lisboa, Editorial Notícias, 2001
- Prefácio e Tradução de A Queda da Publicidade e a Ascensão das Relações Públicas, de Al Ries e Laura Ries, Lisboa, Editora Casa das Letras, 2003[3]
- Prefácio de Propaganda, de Edward Bernays, Lisboa, Mareantes Editora, 2006
- Tinha Tudo para Correr Mal – Memórias de um Comunicador Acidental, Lisboa, Chiado Editora, 2015[23]
- Como perder uma eleição. Manual de comunicação eleitoral do consultor das maiorias absolutas, de Luís Paixão Martins. Lisboa, Editora Livros Zigurate, janeiro de 2023[24]
- Como mentem as sondagens, de Luís Paixão Martins. Lisboa, Editora Livros Zigurate, outubro de 2023[25]
- Propaganda. Edward Bernays / Luís Paixão Martins. Um clássico da comunicação numa edição especial comentada e contextualizada por Luís Paixão Martins. Lisboa, Editora Livros Zigurate, maio de 2024 [21]

## Ligações Externas
Luís Paixão Martins no X
LPM Comunicação